# Municipio de Rock (Misuri)
El municipio de Rock (en inglés: Rock Township) es un municipio ubicado en el condado de Jefferson en el estado estadounidense de Misuri. En el año 2010 tenía una población de 31460 habitantes y una densidad poblacional de 475,91 personas por km².

## Geografía
El municipio de Rock se encuentra ubicado en las coordenadas 38°28′1″N 90°28′7″O / 38.46694, -90.46861. Según la Oficina del Censo de los Estados Unidos, el municipio tiene una superficie total de 66.1 km², de la cual 65.29 km² corresponden a tierra firme y (1.23%) 0.81 km² es agua.

## Demografía
Según el censo de 2010, había 31460 personas residiendo en el municipio de Rock. La densidad de población era de 475,91 hab./km². De los 31460 habitantes, el municipio de Rock estaba compuesto por el 95.4% blancos, el 0.77% eran afroamericanos, el 0.42% eran amerindios, el 1.01% eran asiáticos, el 0.03% eran isleños del Pacífico, el 0.6% eran de otras razas y el 1.77% pertenecían a dos o más razas. Del total de la población el 2.31% eran hispanos o latinos de cualquier raza.